# Mausolée Sidi Sâada
Le mausolée Sidi Sâada, dit aussi zaouiet Sidi Sâada (arabe : زاوية سيدي سعادة), est l'une des zaouïas de la médina de Sfax, siège de la confrérie soufie des Aïssawa.

## Localisation
Le mausolée se situe au sud de la médina de Sfax et donne sur trois rues : il est délimité à l'ouest par Nahj El Bey (actuelle rue Mongi-Slim), à l'est par la rue Scipion et au nord par la rue El Issawiya, où se trouve l'entrée principale de l'édifice,.

## Histoire
Faute de sources écrites, l'histoire de ce mausolée est restée longtemps méconnue. Il est mentionné pour la première fois dans l'inventaire des monuments réalisé par les élèves de l'École militaire du Bardo au milieu du XIXe siècle. Selon une inscription épigraphique sur la porte d'entrée, la construction de l'édifice date de 1738. Certains chercheurs évoquent que la salle de prière remonte à une période antérieure, celle des Zirides (entre les XIe et XIIe siècles). Conçu au début comme un simple oratoire, ce dernier se transforme en 1863 en un mausolée du nom d'un saint musulman d'origine maghrébine, Sidi Sâada Kanoun. À partir de cette date, celui-ci abrite le siège de la confrérie soufie des Aïssawa. Au fur et à mesure des années, le monument subit plusieurs extensions et travaux de restauration.

## Description

### Architecture
Le mausolée prend la forme d'un rectangle mesurant 15,10 m de longueur (Nord-Sud) sur 12,20 m de largeur (Est-Ouest). Dans un premier temps, il se compose d'une salle de prière rectangulaire plus large que profonde et précédée d'une cour à ciel ouvert. Avec la transformation de l'édifice en zaouïa, cette cour est annexée à la salle de prière. Au fond de cette salle, à côté du mihrab, se dresse la chambre funéraire qui abrite le tombeau de Sidi Sâada. À l'est de l'entrée principale se trouve une petite salle pour les ablutions,.

### Mode de construction
L'édifice est construit en moellons avec du mortier à base de chaux. Sa toiture en solives de bois repose sur des arcs en plein cintre outrepassés, soutenus par des colonnes trapues à chapiteaux d'origine ziride et hispano-maghrébine,.

### Façade principale
L'accès au monument se fait à travers une porte en bois sculpté située dans un encadrement en pierre richement décoré (moulures, motifs géométriques et floraux, carreaux de faïence, inscription épigraphique, etc.). De part et d'autre de la porte d'entrée, on trouve deux fenêtres symétriques en fer forgé à encadrement en pierre.

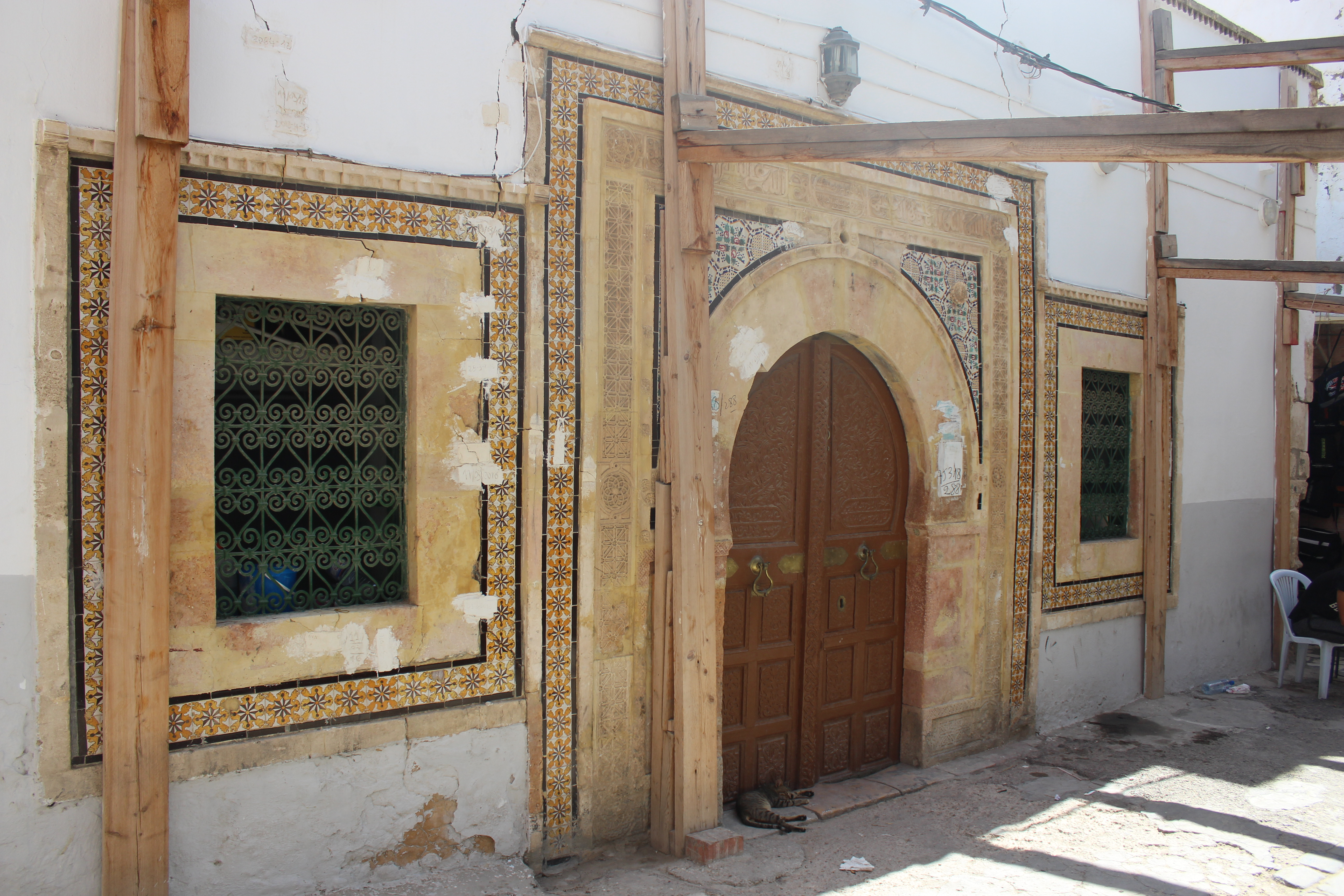
Restauration de la façade en septembre 2018
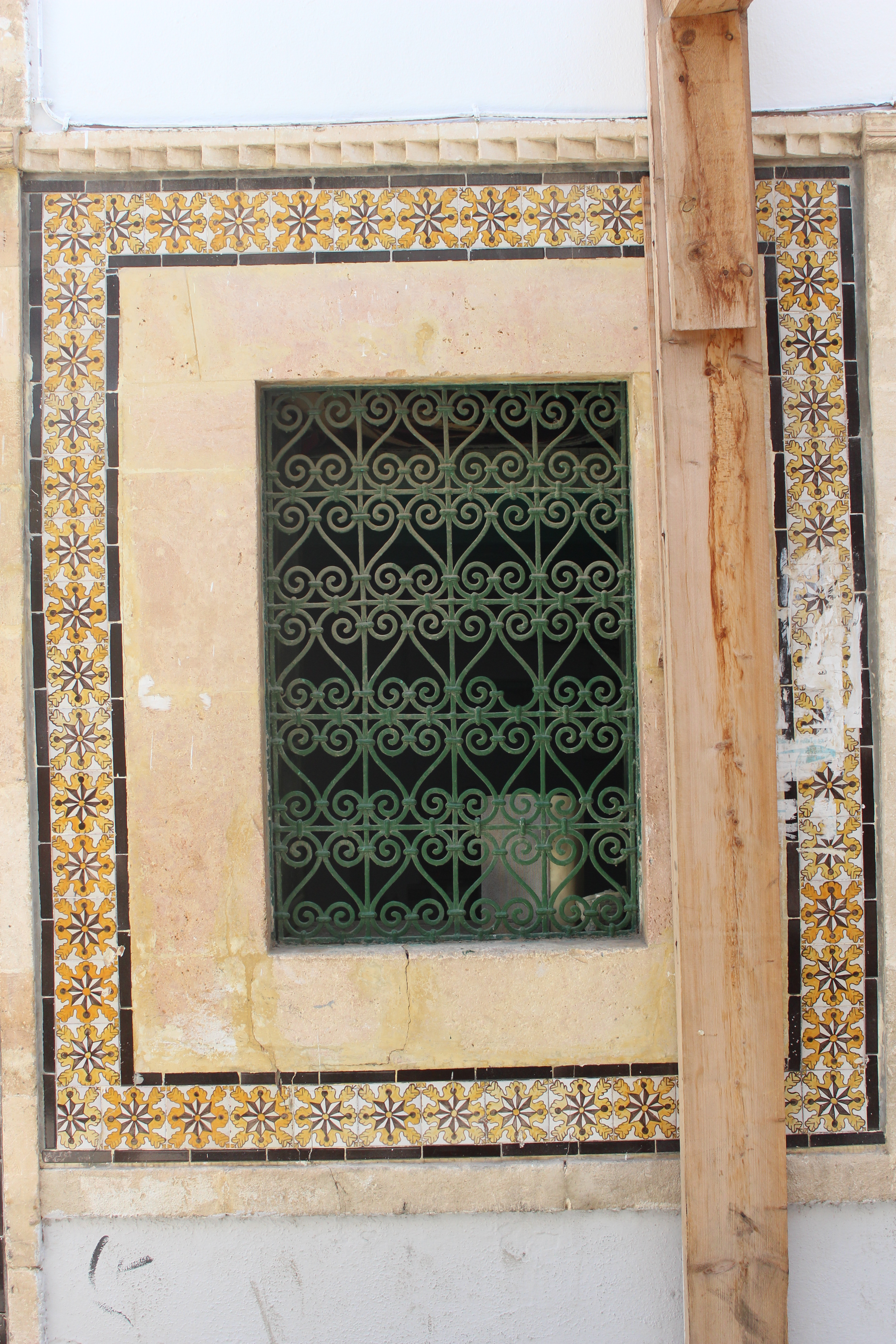
Fenêtre de la zaouïa